# ポズナン - スカンダヴァ線
ポズナン - スカンダヴァ線（ポーランド語: Linia kolejowa Poznań–Skandawa）はポーランド共和国ヴィエルコポルスカ県の県都ポズナンとヴァルミア＝マズリ県スカンダヴァを結びポーランド・ロシア国境線に至る幹線鉄道である。ポズナン - トルニ間の部分は上シュレジエン鉄道会社（Oberschlesische Eisenbahn AG, OSE）により開通されて、トルニ - 国境線間はプロイセン王立鉄道東部鉄道管理局の管轄区間であった。

## 歴史
OSEは1872年5月26日にポーゼン（現在ポズナン）- ブロムベルク（現在ブィドゴシュチュ）間をイノヴロツワフ経由で開通した。イノヴロツワフ駅から分岐しトルン（現在トルニ）に至る分岐線は1873年7月1日に完成した。1857年以降、プロイセン政府は上シュレジエン鉄道の管理を既に担当していた。1886年の国有化の際に、ポーゼン - トルン間も王立鉄道の路線網に編入された。1888年に2番目の線路はポーゼン - トルン間改修工事の一環として設置された。
一方、プロイセンの東部鉄道は1871年に西プロイセンのトルンから東プロイセンにおけるインスターブルク（現在チェルニャホフスク）までの鉄道建設工事を開始した。建設費はキロメートル当たり13万マルクであった。1871年11月20日にトルンモッカー駅（現在トルニ東駅）- ヤブウォノヴォ間、一週間後にゲルダウエン（現在シェレスノドロシュニ）- ロートフリース（現在チェルヴォンカ）間がそれぞれ開通された。1872年12月1日にオステローデ（現在オストルーダ） - ヤブウォノヴォ間とロートフリース - アレンシュタイン（現在オルシュティン）間は開業された。1873年8月15日にトルン - インスターブルク区間はヴィスワ川鉄道橋と残りのオステローデ - アレンシュタイン間開通で運行可能となった。東部鉄道管理局の区間は東プロイセンとドイツの中部地方を結ぶ最短距離路線となって、ベルリン - インスターブルク間特急列車はブロムベルク、トルン経由で新設された。トルン - インスターブルク間の複線工事は1888年と1890年の間に実行された。
第一次世界大戦およびポーランド独立の後に、ポーランド国営鉄道（略:PKP）はポズナン - トルニ間を引き受けて運営した。この路線は東プロイセンと連結されたので、「ポーランド回廊」を連結する路線となった。
1939年9月に第二次世界大戦がナチスドイツのポーランド侵攻によって勃発して、その後全線はドイツ国営鉄道（略: DR）の路線網に組み入れられた。1945年終戦後、この路線はPKPに復帰した。ポーランド＝ソヴィエト連邦間国境線はスカンダヴァ駅、シェレスノドロシュニ駅の間に新たに画定された。初めにイワヴァ - チェルニャホフスク間の2番目線路は撤去されたが、イワヴァ - コルシェ間の線路は再び複線となった。1952年から1956年までロシア方式広軌と関連施設がスカンダヴァ駅周辺に軍事施設運用のために設置された。国境線からおよそ20 kmの広軌線路は追加されて、ヴィエレヴォには貨物駅が新設された。
電車線は1976年ポズナン - イノヴロツワフ間に、1983年イノヴロツワフ - トルニ間にそれぞれ設置された。旧東部鉄道区間の場合、電化工事は1987年10月にトルニ - イワヴァ間で始まって、1988年10月にイワヴァ - オルシュティン間で、1990年12月にオルシュティン - コルシェ間で終了した。
2000年4月3日にコルシェ - スカンダヴァ間の旅客輸送が中止された。

## 運行形態
- PKM1: コシアブラ - チェンピニ - ルボニ - ポズナン - ポズナン東駅 - リゴヴィエツ - コビルニツァ - ビスクピツェヴィエルコポルスキエ - プロムノ - レトニスコ - ポビェジスカ - レドノグーラ - ファウコヴォ - ピエルジスカ - グニェズノ - ヤンコヴォドルネ - トジェメシュノ - ヴィダルトヴォ - モグリノ（- イノヴロツワフ - トルニ）[10]。